# Eparchie Our Lady of Nareg in Glendale
Die Eparchie Our Lady of Nareg in Glendale (lateinisch: Eparchia Dominae Nostrae Naregensis, deutsch: Eparchie Unserer Lieben Frau von Nareg in Glendale) ist eine in den USA gelegene Eparchie der armenisch-katholischen Kirche mit Sitz in Glendale.

## Geschichte
Die Geschichte der armenisch-katholischen Gemeinde in New York begann im späten neunzehnten Jahrhundert. Im Jahr 1896 ernannte der Patriarch von Kilikien, Stephano Bedros X. Azarian den Priester Mardiros Megerian zum Pfarrer der armenischen Gemeinde in New York.
Der zum Patriarchalvikar ernannte Monsignore Margerian kümmerte sich um die eingewanderten Opfer des Völkermords an den Armeniern. Sein Nachfolger, Monsignore Haroutyoun Maldjian, diente der Mission während der Weltwirtschaftskrise von 1929 bis 1933.
Papst Johannes Paul II. gründete mit der Apostolischen Konstitution Divini Pastoris das Apostolische Exarchat Amerika und Kanada am 3. Juli 1981. Am 12. September 2005 wurde es mit der Apostolischen Konstitution Qui nuper successimus zur Eparchie erhoben und erhielt den heutigen Namen. Im Jahr 2012 zog die Eparchie von New York City nach Glendale. Die Kirche in New York wurde verkauft und während der Eparchie eine neue Kirche angeboten wurde, entschied der Bischof, die Eparchie nach Glendale zu verlegen, da es in dieser Gegend mehr armenisch-katholische Familien gab als in New York.

## Ordinarien

### Apostolische Exarchen von Amerika und Kanada
- Mikail Nersès Sétian (3. Juli 1981 – 18. September 1993)
- Hovhannes Tertzakian CAM (5. Januar 1995 – 30. November 2000)
- Manuel Batakian ICPB (30. November 2000 – 12. September 2005)

### Bischöfe von Our Lady of Nareg in New York/Glendale
- Manuel Batakian ICPB (12. September 2005 – 21. Mai 2011)
- Mikaël Antoine Mouradian ICPB (seit 21. Mai 2011)